# Zwangsarbeiterdenkmal auf dem Kommunalfriedhof Annen

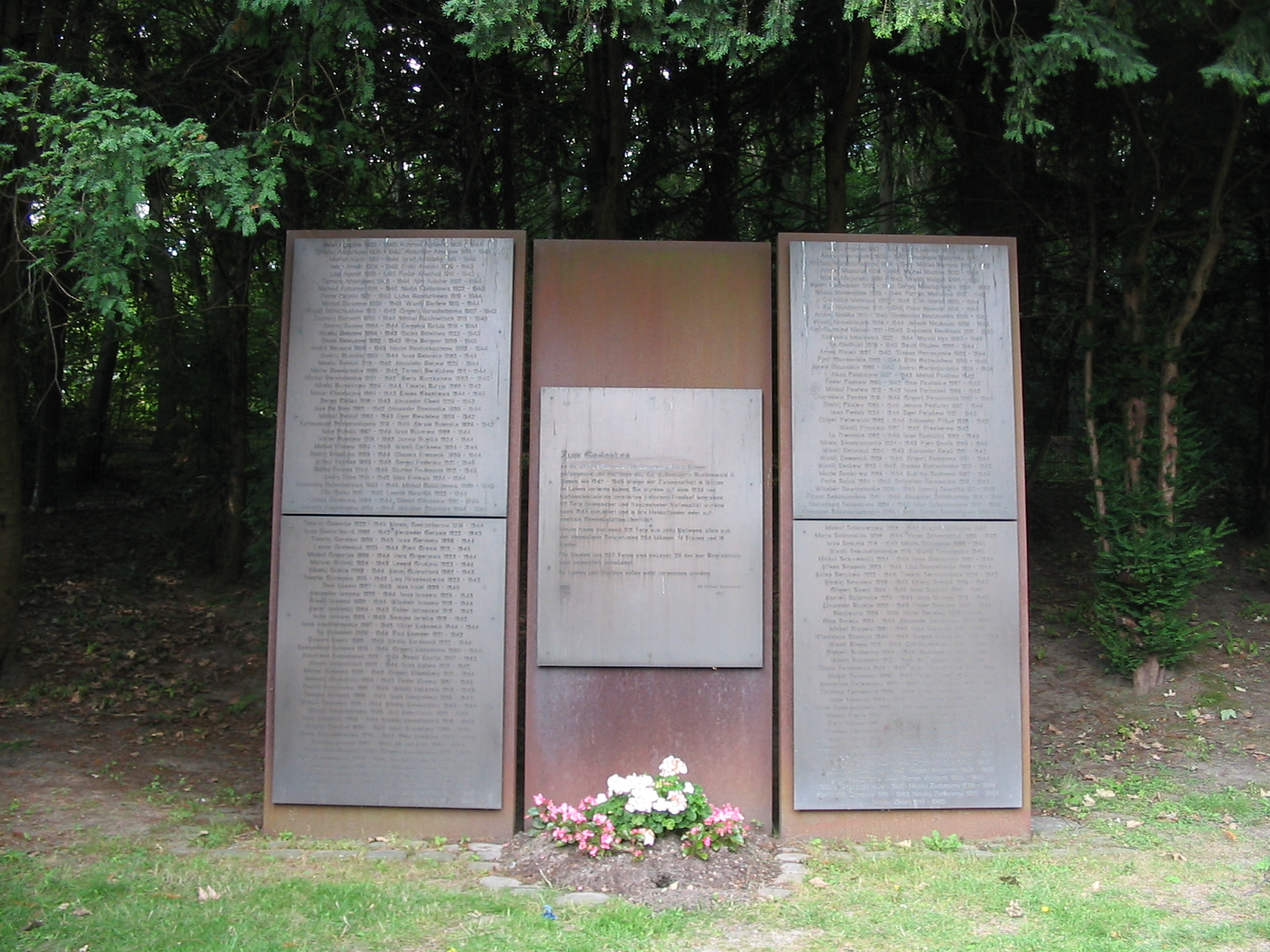
Denkmal, 2012

Das Zwangsarbeiterdenkmal auf dem Kommunalfriedhof Annen erinnert an die Opfer der Zwangsarbeit in der Zeit des Nationalsozialismus in Annen, Witten. Das Denkmal wurde 1993 auf dem ehemaligen jüdischen Friedhof auf dem Kommunalfriedhof Annen aufgestellt. Tafeln aus Messing nennen die Namen von Betroffenen, darunter die des Zwangsarbeiterlagers und KZ-Außenlagers des Annener Gussstahlwerks. Insgesamt soll es zwischen 230 und 250 Zwangsarbeiterlager verschiedener Größen in der Stadt gegeben haben. Etwa 5 % aller in Witten tätigen Zwangsarbeiter starben bis zum Ende des Krieges.
Der Text auf der mittleren Tafel lautet: „Zum Gedenken an die 395 Zivilarbeiter, Zivilarbeiterinnen und Kriegsgefangenen, Häftlinge des Konzentrationsaußenlagers Buchenwald in Annen, die 1942 bis 1945 infolge Zwangsarbeit in Witten ihr Leben verloren haben. Sie wurden auf dem 1938 von den Nationalsozialisten zerstörten jüdischen Friedhof begraben. 82 Tote französischer und italienischer Nationalität wurden nach 1945 exhumiert und in ihre Heimatländer oder auf zentrale Gedenkstätten überführt. Heute ruhen hier noch 312 Tote aus zehn Nationen. Allein aus der ehemaligen Sowjetunion 264 Männer, 14 Frauen und 10 Kinder… Ihr Leiden und Sterben soll nicht vergessen werden.“